# Vahram Kevorkian
Vahram Kevorkian, né le 17 décembre 1887 au sein de l'Empire russe (auj. en Arménie) et mort le 17 juillet 1911 à Anvers en Belgique, est un footballeur arménien actif au début du XXe siècle. Il joue huit saisons en Belgique et est un des grands joueurs dans la compétition belge avant la Première Guerre mondiale.

## Biographie
Vahram Kevorkian s'installe en Belgique en 1902. Il s'affilie au Cercle Sportif Brugeois, durant la saison 1902-1903. Puis la saison suivante, à l'âge de 16 ans, il est titulaire de l'équipe première. À partir de 1905-1906, il rejoint le Beerschot AC.
Il est le meilleur buteur du championnat 1908-1909. Lors de cette saison, il marque 30 buts en 21 matches, dont un sixtuplé lors de la rencontre Beerschot AC-FC liègeois (victoire 16 à 0 !). 
Vahram Kevorkian a également été sélectionné pour l'équipe nationale de Belgique, les règlements de l'époque le permettant. Le 26 octobre 1908 durant le match Belgique-Suède, il marque à la 30e minute le but d'ouverture. La Belgique gagne le match 2-1.
L'attaquant arménien a joué 103 matches et inscrit 81 buts en championnat de Belgique. Il participe à son dernier match le 26 février 1911 contre le  CS Brugeois (2-2).
Il meurt le 17 juillet 1911 lors d'une opération de l'appendicite, alors qu'il n'est âgé que de 23 ans[réf. nécessaire].

## Palmarès
- International belge en 1908 (1 sélection)
- Meilleur buteur du Championnat de Belgique en 1909 (30 buts)